# Борис Милошевич
Борис Милошевич (нар. 5 листопада 1974, Шибеник, СФРЮ) — хорватський політик і юрист сербської національності, який із 23 липня 2020 року є заступником прем'єр-міністра Республіки Хорватії, відповідальним за соціальні питання та права людини і права меншин. Член Самостійної демократичної сербської партії (SDSS). До цього з липня 2019 по липень 2020 року обіймав посаду голови Сербської національного ради (консультативно-координаційного органу хорватських сербів). Милошевич — перший сербський політик у Хорватії, який взяв участь у святкуванні річниці «Бурі» у Книні, після якої з Хорватії втекло близько 250 000 сербів.